# Missale Aboense

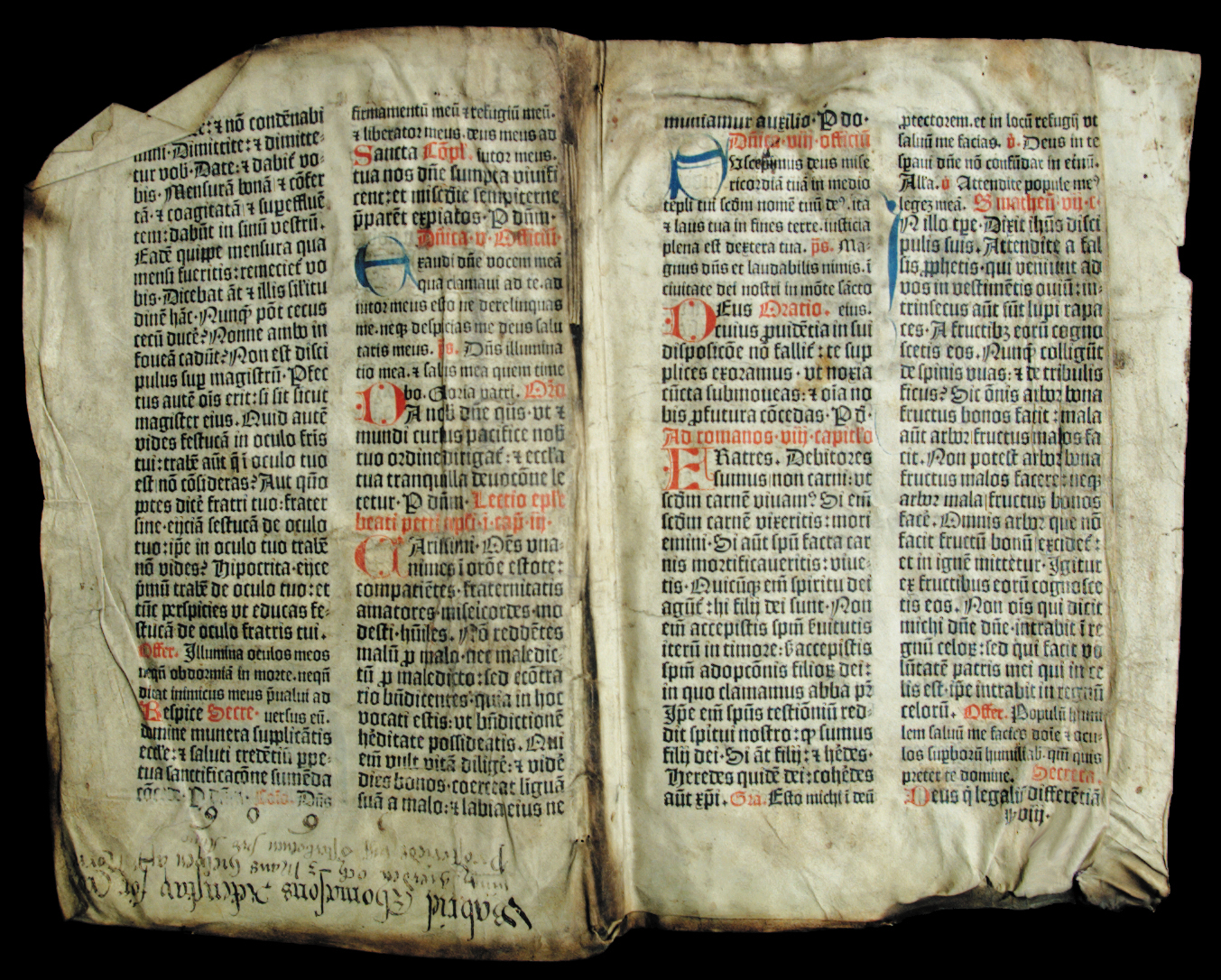
Missale Aboense

Missale Aboense – najstarsza fińska książka drukowana, zawierająca łacińskojęzyczny mszał dla liturgii dominikańskiej. Jej wydanie otwiera dzieje literatury fińskiej. Jest to jedyny inkunabuł w Finlandii.
Książka, przeznaczona dla diecezji w Turku, została zamówiona przez biskupa Konrada Bitza i wydrukowana w 1488 roku w drukarni Bartholomeusa Ghotana w Lubece. Wydany w formacie folio mszał liczył 550 stron (266 arkuszy). Tekst wykonano czcionką gotycką w kolorze czarnym i czerwonym. Inicjały są w kolorach niebieskim lub czerwonym.
Mszał wydrukowano w dwóch wersjach: droższej, na pergaminie i tańszej, na papierze. Do dziś przetrwało zaledwie 15 jego papierowych egzemplarzy, z których żaden nie zachował się w stanie kompletnym. 13 spośród nich znajduje się w Finlandii, a pozostałe 2 w Szwecji. Jedyny zachowany egzemplarz pergaminowy jest własnością Biblioteki Królewskiej w Kopenhadze. W 1971 i 1988 roku opublikowano faksymile księgi.